# حفيظ بوعزة
حفيظ بوعزّة (8 مارس 1970 - 29 أبريل 2021)، هو كاتب وروائي هولندي مغربي، فاز بجائزة البومة الذهبية من بلجيكا عن روايته بارأفيون المكتوية باللغة الهولندية.

## حياته
ولد يوم 8 مارس 1970 في مدينة وجدة شرق المغرب، هاجر حفيظ بوعزة مع عائلته سنة 1977 إلى هولندا وعمره لا يتجاوز السبعة سنوات لم يتعلم العربية إلا وهو جامعي، ومع ذلك استطاع أن يقوم بأعمال جبارة تتمثل في إقدامه على الكثير من الترجمات من اللغة العربية إلى اللغة الهولندية، حيث صدر له كتاب سنة 2002 يحتوي على أشعار عربية قديمة تحت عنوان«قصاثد عن الإيروتيكا العربية الكلاسيكية» وهو يعتزم إصدار سلسلة تهتم بترجمة الشعر العربي القديم سيكون عنوانها الأول ابن المعتز. له كذلك مساهمات في المسرح والقصة والرواية والترجمة، بمقالاته الأسبوعية بعض الجرائد والمجلات. معروف عنه أنه سكير، كما يعتبر شخصية مثيرة للجدل بسبب انتقاداته للإسلام.

## وفاته
توفي يوم الخميس 29 أبريل 2021 بأحد مستشفيات مدينة أمستردام، بسبب مرض فشل الكبد. 

## مؤلفاته
في جعبته مجموعات قصصية توجت مرتين في هولندا ومن أشهرها مجموعة «أقدام عبد الله» الصادرة سنة 1996 وروايتا «مومو» 1998 و«سالمون» سنة 2002 ومسرحية اولين سنة 1998.